# Evelyn Cron
Evelyn Cron (* 24. Februar 1940 in Magdeburg) ist eine deutsche Schauspielerin.

## Leben
Bereits in der Schule spielte Evelyn Cron Theater in einer Arbeitsgemeinschaft. Sie erlernte den Beruf einer zahnärztlichen Schwester. In ihrer Freizeit führte sie auf dem Laufsteg Mode des bekannten Magdeburger Modehauses Bormann vor. Bei einer solchen Veranstaltung wurde sie von der DEFA entdeckt, die gerade eine Darstellerin für den Film Die schöne Lurette suchte. Nach Probeaufnahmen erhielt sie die Rolle der Lurette und einen Ausbildungsvertrag beim Deutschen Fernsehfunk, bei dem sie von 1961 bis 1963 zur Schauspielerin ausgebildet wurde. Ihr Bühnendebüt gab sie als Gast in Jacques Devals Stürmische Überfahrt bei spiegelglatter See an den Kammerspielen Leipzig, dem Engagements in Magdeburg und Berlin folgten. Weiterhin war sie festes Mitglied im Schauspielerensemble des Fernsehfunks und spielte bis zu ihrer Ausreise aus der DDR im Jahr 1985 in etwa 30 Filmen der DEFA und des Fernsehens mit, darunter auch in Inszenierungen des Fernsehtheaters Moritzburg wie Noel Cowards Geisterkomödie (1966), Curt Goetz’ Das Märchen (1966), Eugène Scribes Die Geldheirat (1970) und Paul Herbert Freyers Brokat aus Frankreich (1972). Von 1988 bis 1993 hatte sie ein festes Engagement an der Tribüne Berlin. Im Jahre 1992 wirkte sie in Rosa von Praunheims Film Ich bin meine eigene Frau mit.

## Filmografie
- 1960: Die schöne Lurette
- 1960: Tanzmädchen für Istanbul (Fernsehfilm)
- 1960: Blaulicht (Fernsehreihe, 10. Folge: Splitter)
- 1961: Die goldene Jurte
- 1962: Freispruch mangels Beweises
- 1963: Die Spur führt in den 7. Himmel (Fernsehfilm, 5 Teile)
- 1963: An französischen Kaminen
- 1963: Es geht nicht ohne Liebe (Fernsehfilm)
- 1964: Der Mann mit der Maske
- 1966/2009: Hände hoch oder ich schieße
- 1968–1970: Ich – Axel Cäsar Springer (Fernsehfilm, 5 Teile)
- 1968: Die Nacht im Bienenkorb (Fernsehtheater Moritzburg)
- 1971: Spätpodium: Von Kopf bis Fuß ... (Fernsehtheater Moritzburg)
- 1974: Der nackte Mann auf dem Sportplatz
- 1974: Polizeiruf 110: Konzert für einen Außenseiter (Fernsehreihe)
- 1981/1988: Jadup und Boel
- 1992: Ich bin meine eigene Frau
- 2002: Im Namen des Gesetzes (Fernsehserie, 112. Episode)
- 2014: SOKO Wismar (Fernsehserie, 208. Episode)

## Theater
- 1965: Jacques Deval: Stürmische Überfahrt bei spiegelglatter See  (Barbara) – Regie: Walter Niklaus ( Kammerspiele Leipzig)
- 1970: Heiner Müller: Weiberkomödie (Hilde) – Regie: Konrad Zschiedrich (Kammerspiele Magdeburg)
- 1978: August Wilhelm Iffland: Der Komet (Frau Balder) – Regie: Ernstgeorg Hering/Helmut Straßburger  (Das Ei Berlin)
- 1978: Federico García Lorca: Das kleine Don-Cristóbal-Retabel – Regie: Herbert König (Das Ei Berlin)
- 1978: Federico García Lorca: In seinem Garten liebt Don Perlimplin Belisa – Regie: Herbert König  (Das Ei Berlin)
- 1981: Louis Angely: Die Schneidermamsells – Regie: Günter Rüger (Das Ei im Garten Brüderstraße Berlin)
- 1981: Federico García Lorca: Bernarda Albas Haus – Regie: Herbert König (Theater Anklam)
- 1990: Nikolai Gogol: Die Heirat (Tante Arina) – Regie: Klaus Sonnenschein (Tribüne Berlin)
- 1991: Bertolt Brecht: Die Kleinbürgerhochzeit (Mutter) – Regie: Grażyna Kania  (Tribüne Berlin)
- 2009: Frank Riede/Lars Helmer nach Thomas Mann: Bekenntnisse des Hochstaplers Felix Krull (Erzähler Krull) – Regie: Frank Riede (Landestheater Dinslaken)

## Hörspiele
- 1975: Rolf Gumlich: Grischale (Beisitzerin) – Regie: Barbara Plensat (Hörspiel – Rundfunk der DDR)
- 1975: Susanne Günther: Schaut nicht nur auf die Starken (Freundin) – Regie: Barbara Plensat (Hörspiel – Rundfunk der DDR)
- 1997: Franz Zauleck: Eine Wurst für Dr. Boll – Regie: Karlheinz Liefers (Kinderhörspiel – DLR)